# 那桂
那桂（1844年—1899年），字古香，叶赫那拉氏，内务府满洲镶黄旗人。清朝官员。
同治丁卯科舉人，光緒丙子恩科進士，盛京兵部員外郎，禮部郎中，欽加四品銜，賞戴花翎，總理各國事務衙門章京。

## 家庭
- 高祖彭年，内务府造办处员外郎。
- 曾祖興誠。
- 曾祖伯嘉慶己卯恩科繙譯進士興泰 (繙譯進士)。其子咸豐三年（1853年）癸丑科進士浦安，咸豐六年（1856年）丙辰科进士铭安，孙军机大臣那桐。
- 父江南織造斌安，母王氏。胞兄咸豐乙卯科舉人定安。
- 妻索勒豁金氏；其父内务府正黄旗满洲、咸丰壬子科进士永順 (咸豐進士)，母董氏（父內務府鑲黃旗漢軍、嘉慶戊寅恩科舉人衍勛，祖父乾隆己酉科進士廣善，胞叔道光癸未科進士毓慶(榜名衍豫））。
- 胞兄光緒丁丑進士那謙。